# مارکلیویل (کالیفورنیا)
مارکلیویل (به انگلیسی: Markleeville) یک منطقهٔ مسکونی در ایالات متحده آمریکا است که در شهرستان آلپاین، کالیفرنیا واقع شده‌است. مارکلیویل ۱۶٫۹۱۵ کیلومتر مربع مساحت و ۲۱۰ نفر جمعیت دارد و ۱٬۶۸۶ متر بالاتر از سطح دریا قرار دارد.